# Polacantha pegma
Polacantha pegma là một loài ruồi trong họ Asilidae. Polacantha pegma được Martin miêu tả năm 1975.